# Camponotus concolor
Camponotus concolor é uma espécie de inseto do gênero Camponotus, pertencente à família Formicidae.